# Huangqiang
Huangqiang (kinesiska: 黄羌) är en köping i sydöstra Kina. Den ligger i Haifeng härad i staden Shanwei i provinsen Guangdong,  omkring 220 kilometer öster om provinshuvudstaden Guangzhou. Antalet invånare är 27 280. Befolkningen består av 13 266 kvinnor och 14 014 män. Barn under 15 år utgör 23,0 %, vuxna 15-64 år 66 %, och äldre över 65 år 9,0 %.